# Zabrodzie (Urszulin)
Zabrodzie [zaˈbrɔd͡ʑe] ist ein Dorf in der Gemeinde Urszulin im Powiat Włodawski in der Woiwodschaft Lublin in Polen.
Es liegt etwa drei Kilometer vom Hauptort der Gemeinde, Urszulin, entfernt, 32 Kilometer südwestlich der Kreisstadt Włodawa und ca. 46 Kilometer östlich der Hauptstadt der Woiwodschaft, Lublin. In dem Dorf wohnen 137 Personen (68 männlich, 69 weiblich; Stand: Zensus am 31. März 2011). Es hat eine Fläche von 2,64 km².
Das Dorf hat ein Schulzenamt. Der Schultheiß (Dorfvorsteher) ist Warchał Dariusz.

## Geschichte
Von 1975 bis 1998 gehörte der Ort zur Woiwodschaft Chełm.

## Kirche
Kirchlich gehört das Dorf zur römisch-katholischen Pfarrei Christus der Barmherzige in Urszulin.